# Université du Québec à Montréal

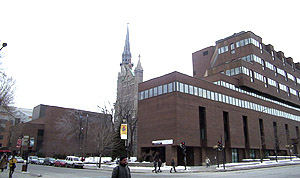
UQAM-Gebäude in Montreal

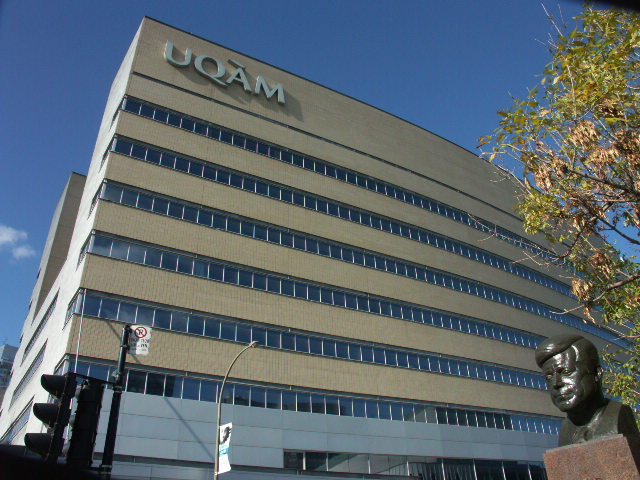
Das UQAM Président-Kennedy Building, in Montreal mit Statue.

Die Université du Québec à Montréal (UQAM) ist eine französischsprachige staatliche Universität in Montreal.

## Geschichte
Die Université du Québec à Montréal wurde am 9. April 1969 durch den Zusammenschluss der „École des Beaux-Arts de Montréal“, des „Collège Sainte-Marie“ und dreier weiterer Hochschulen gegründet und gehört dem Verbund der Université du Québec an. Diese wurde 1968 während der Révolution tranquille (der stillen Revolution) durch ein Gesetz der Nationalversammlung von Québec begründet. Die wichtigsten Gründe für ihre Entstehung waren der Wunsch nach einer französischsprachigen, nicht-kirchengebundenen öffentlichen Universität, und die Erkenntnis, dass die wirtschaftlichen schwächeren Regionen der Provinz Hochschulen bräuchten, um die Bevölkerungsabwanderung zu bekämpfen.
41.000 Studenten studieren an sechs Fakultäten oder der Schule für Management, der „École des sciences de la gestion“ (ESG) mit 13.000 Studenten. Sie werden von 1141 Professoren und 2310 Tutoren unterrichtet. 
Der Campus wurde von Dimitri Dimakopoulos entworfen und befindet sich in der Innenstadt von Montreal, in der Nähe der Metro-Station Berri-UQAM. Etliche Gebäude sind durch die Untergrundstadt Montreal direkt mit dieser Station verbunden. Die UQAM wurde gegründet, um den Zugang zur Hochschulbildung zu demokratisieren.

## Fakultäten
- Fakultät für Kommunikationswissenschaften
- Fakultät für Politik- und Rechtswissenschaften
- Fakultät der Künste
- Naturwissenschaftliche Fakultät
- Erziehungswissenschaftliche Fakultät
- Philosophische Fakultät
- Schule für Management

## Angeschlossene Schulen und Institute
- École supérieure de mode de Montréal (Montreal Graduate School of Fashion Design)
- Institut de recherches et d’études féministes (Institute of Feminist Studies)
- Institut des sciences cognitives (Institute of Cognitive Sciences)
- Institut des sciences de l’environnement (Institute of Environmental Sciences)
- Institut d’études internationales de Montréal (Montreal Institute of International Studies)
- Institut Santé et société (Health and Society Institute)
- École supérieure de théâtre (Graduate School of Theatre)
- École des langues (Language School)
- École de travail social (School of Social Work)
- École des arts visuels et médiatiques (School of Visual Arts and Media)
- Institut du patrimoine (Heritage Institute)

## Persönlichkeiten
- Pierre Dansereau (1911–2011), Professor 1972–2004, Forscher
- André Joyal (* 1943), Professor, Mathematiker
- Stevan Harnad (* 1945), gegenwärtig Professor, Forscher und Professor
- Bernard Landry (1937–2018), Professor 1985–1994, Politiker
- Léa Pool (* 1950), Absolventin 1978, schweizerisch-kanadische Filmregisseurin
- Jean-Marc Vallée (1963–2021), Absolvent, Regisseur und Schauspieler